# Weißenfels
Weißenfels (pronunciación en alemán: /ˈvaɪ̯sn̩ˌfɛls/ⓘ) es una ciudad de Alemania, situada en el estado federado de Sajonia-Anhalt a orillas del río Saale, cerca de Naumburgo, Halle y Leipzig. Es la ciudad más poblada del distrito de Burgenland, con más de 40 000 habitantes, y desde el año 2010 engloba a 11 localidades que hasta entonces eran independientes.
Sobre una colina de la ciudad se levanta el palacio de Neu-Augustusburg, última residencia de los duques de Sajonia-Weissenfels.
La localidad es atravesada por el río Saale, como identifica su nombre oficial completoː Weißenfels an der Saale.

## Personas destacadas

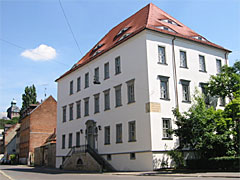
La casa donde murió Novalis, hoy un museo.

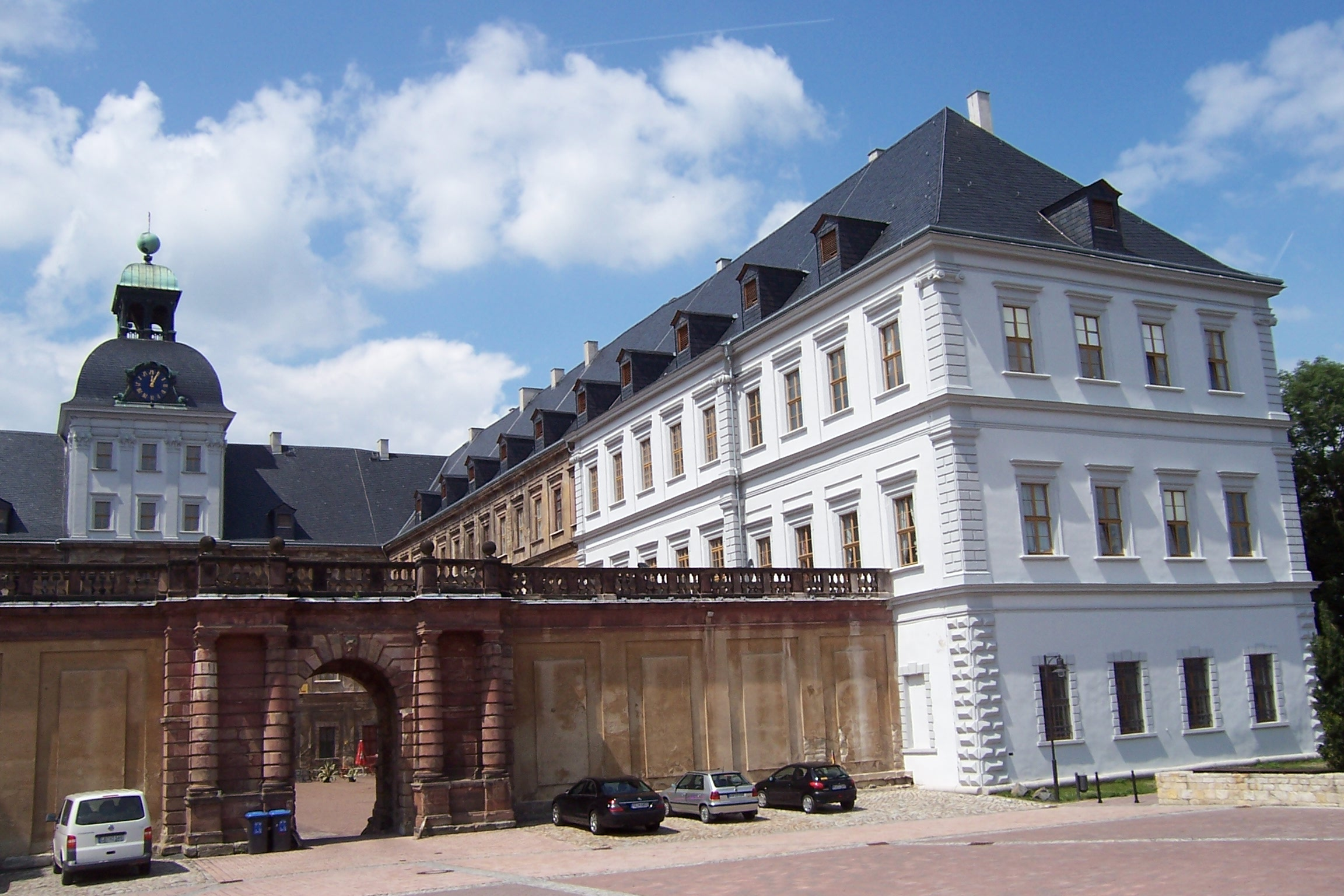
Palacio de Neu-Augustusburg visto desde el este, junio de 2008

- Novalis (1772-1801), escritor, murió en Weissenfels.
- Gottfried Reiche (1667-1734), compositor, trompetista, nació en Weissenfels.
- Heinrich Schütz (1585-1672), compositor, vivió en Weissenfels por muchas décadas.
- Gérard Tichy (1920-1992), actor español de origen alemán nacido en Weissenfels.